# Jacques Zeiller
Pour les articles homonymes, voir Zeiller.
Jacques Zeiller, né le 21 mars 1878 à Paris et mort le 2 juillet 1962 à Saint-Michel-sur-Orge est un historien français de l'antiquité romaine et du christianisme. Ses recherches portent surtout sur les origines et les débuts du christianisme.

## Biographie
Né le 21 mars 1878 à Paris, Jacques Zeiller est le fils du paléobotaniste Charles René Zeiller. Sa mère, Marie, est la sœur du philosophe catholique Léon Ollé-Laprune.
Élève du collège Louis-le-Grand puis du collège Stanislas, il est reçu à l'agrégation d'histoire et de géographie et devient, à partir de 1902, membre de l'École française de Rome où il est le condisciple de Jérôme Carcopino et de Léonce Celier. À la demande de René Cagnat, il publie en 1903 Les Inscriptions latines d'Afrique, un ouvrage utilisé par les officiers des brigades topographiques en Algérie et Tunisie.
Lorsque la Première Guerre mondiale éclate en 1914, Jacques Zeiller s'engage dans l'armée. Affecté à la 185e brigade, il est secrétaire d'État-major mais il est réformé l'année suivante pour raisons de santé et retourne à ses études. En 1916, son beau-frère Pierre-Maurice Masson est tué d'un éclat d'obus en Lorraine ; il fera publier ses Lettres de guerre, août 1914–avril 1916 (Hachette, 1918).
En 1918, il soutient sa thèse de doctorat intitulée Les origines chrétiennes dans les provinces danubiennes de l'Empire romain.
Professeur d'histoire pendant quinze ans à l'université de Fribourg en Suisse (1905–1920), puis directeur d'études d'épigraphie latine et d'antiquités romaines à l'École pratique des hautes études (1919–1948), Jacques Zeiller succédera à Stéphane Gsell pour la publication des Inscriptions latines d'Afrique.
Membre de l'Académie des inscriptions et belles-lettres (élu en 1940), il présidera en 1954 la délégation française au Congrès international d'archéologie chrétienne à Aix-en-Provence.
De 1943 à 1954, Jacques Zeiller fut le président général de la Société de Saint-Vincent-de-Paul.
Il a reçu en 1911 le prix Juteau-Duvigneaux de l'Académie française pour son ouvrage L'idée de l'État dans Saint-Thomas d'Aquin, et le prix Halphen de l'Académie française en 1935 pour son ouvrage L'Église primitive, coécrit avec le théologien Jules Lebreton.
Jacques Zeiller meurt à son domicile de Saint-Michel-sur-Orge dans l'Essonne, le 2 juillet 1962, à l'âge de 84 ans.

## Publications

### Ouvrages sélectifs
- Les origines chrétiennes dans la province romaine de Dalmatie, Paris : Librairie Honoré Champion, Éditeur, 1906. (lire en ligne)
- L'idée de l'État dans Saint-Thomas d'Aquin, Paris : Félix Alcan, Éditeur, 1910. (lire en ligne)

- Prix Juteau-Duvigneaux (1911) de l’Académie française.
- Paganus : étude de terminologie historique, Fribourg (Suisse) : Librairie Rouart et Cie ; Paris : Éditions de Boccard, 1917. (lire en ligne)
- Les origines chrétiennes dans les provinces danubiennes de l'Empire romain, Paris : Éditions de Boccard, 1918.

- Prix Bordin extraordinaire (1919) de l’Académie des inscriptions et belles-lettres.
- L'Empire romain et l'église, Paris : E. de Boccard, 1928.
- L' arianisme en Afrique avant l'invasion vandale, Paris : Félix Alcan, 1934.
- L'Église primitive (coécrit avec Jules Lebreton), Paris : Bloud et Gay, 1934.

- Prix Halphen (1935) de l’Académie française.
- Les chrétientés gothiques d'Orient jusqu'à l'époque des invasions barbares, Roma : Tip. del Cav. V. Salviucci, 1904, 15 p.
- Les églises ariennes de Rome à l'époque de la domination gothique, Rome : impr. de la paix de Philippe Cuggiani , 1904, 17-33 p. (lire en ligne)
- Étude sur l'arianisme en Italie à l'époque ostrogotique et à l'époque lombarde, Rome : impr. de la paix de Philippe Cuggiani, 1905, 127-146 p. (lire en ligne)
- Le palais de Dioclétien à Spalato, Paris : Auguste Picard, 1908, 12 p.
- L'activité littéraire d'un évêque arien de la région danubienne, Palladius de Ratiaria, Paris : Auguste Picard, 1918, 6 p. (lire en ligne)

### Articles
- Anciens monuments chrétiens des provinces danubiennes de l'Empire romain, Zagreb : [s.n.], 1924, pp. [413]-416
- Le premier établissement des goths chrétiens dans l'Empire d'Orient, Paris : P. Geuthner, 1924, pp. 3-11
- Les premiers siècles chrétiens en Thrace, en Macédoine, en Grèce et à Constantinople, Paris : Edouard Champion, 1927, pp. [215]-231
- L'histoire ancienne de l'Afrique chrétienne. Ses progrès depuis cent ans, Paris : Félix Alcan, 1931, pp. [111]-137
- Isidore de Séville et les origines chrétiennes des Goths et des Suèves, Roma : Pontifica Università Gregoriana, 1936, 1 vol. (p. [287]-292)
- Les hérésies en Afrique entre la paix constantinienne et l'invasion vandale, Paris : [s.n.], 1940, 1 vol. (6 p.)

## Sources
- Notice biographique de Jacques Zeiller, sur le site de l'Institut de France et la Grande Guerre, 14-18.institut-de-france.fr
- Alfred Merlin : « Notice sur la vie et les travaux de M. Jacques Zeiller, membre de l'Académie », In: Comptes rendus des séances de l'Académie des Inscriptions et Belles-Lettres, vol. 108, no 2, 1964, pp. 369–374.
- Jean-Rémy Palanque : « Jacques Zeiller : nécrologie », In: Revue d'histoire de l'Église de France, vol. 48, no 145, 1962, pp. 108–109.
- Georges Tessier, « Éloge funèbre de M. Jacques Zeiller, membre de l'Académie », In: Comptes rendus des séances de l'Académie des Inscriptions et Belles-Lettres, vol. 106, no 2, 1962, pp. 227–233.
- Raymond Bloch, « Jacques Zeiller, 1878–1962 », In: École pratique des hautes études. 4e section, Sciences historiques et philologiques, vol. 96, no 1, 1963, pp. 51–56.
- Joseph Reymond : « Le « César » de J. Carcopino — Jacques Zeiller », In: Le Correspondant (revue), Tome Troisième, 1936.